# Кокжота
Кокжота́ (каз. Көкжота) — село у складі Самарського району Східноказахстанської області Казахстану. Входить до складу Бастаушинського сільського округу.
Населення — 269 осіб (2021; 362 у 2009, 516 у 1999, 470 у 1989).
Національний склад станом на 1989 рік:
- казахи — 100 %